# Edith Monture
Charlotte Edith Anderson Monture (* 10. April 1890 in Six Nations of the Grand River, Ontario, Kanada; † 3. April 1996 in Ohsweken, Ontario, Kanada) war eine kanadische Krankenschwester und Mohawk-Veteranin des Ersten Weltkriegs. Sie war die erste indigene Frau in Kanada, die eine Ausbildung zur Krankenschwester erhielt und das Wahlrecht bei kanadischen Bundeswahlen ausüben durfte. Sie war auch die erste indigene Frau aus Kanada, die in der US-Armee diente.

## Leben und Werk
Monture wurde als das jüngste von acht Kindern von Mohawk-Eltern im Six Nations Grand River Reserve in Ohsweken in der Nähe von Brantford geboren. Sie besuchte die Schule im Reservat und machte ihren Highschool-Abschluss am Brantford Collegiate Institute. Nach ihrem Abschluss versuchte sie sich an Krankenpflegeschulen in Ontario zu bewerben, wurde aber an keiner der Schulen angenommen. Zu dieser Zeit verhinderte das bundesstaatliche Indianergesetz, dass kanadische Ureinwohner einen Hochschulabschluss erlangten. Sie bewarb sich daher an Krankenpflegeschulen in den Vereinigten Staaten und wurde schließlich an der New Rochelle Nursing School in New York angenommen. Sie schloss als Jahrgangsbeste ab und wurde 1914 die erste indigene Krankenschwester Kanadas. Sie blieb in den Vereinigten Staaten und arbeitete als Krankenschwester an einer Grundschule.

## Krankenschwester im United States Army Nurse Corps in Frankreich
Bis zum Kriegseintritt der USA 1917 arbeitete Monture als Krankenschwester an einer Privatschule in New Rochelle. Anschließend meldete sie sich im Alter von 27 Jahren zusammen mit 14 anderen kanadischen Krankenschwestern freiwillig zum United States Army Nurse Corps. Sie gehörte zu den wenigen indigenen Frauen, die für den Auslandseinsatz ausgewählt wurden.
Sie arbeitete über ein Jahr lang als Krankenschwester im Basislazarett 23 im französischen Vittel und behandelte dort Soldaten, die bei Gasangriffen und im Grabenkrieg verletzt worden waren. Aufzeichnungen zeigen, dass sie von irgendwann nach dem Waffenstillstand bis zum 16. Februar 1919 im Basislazarett 87 in Toul diente, etwa 70 Kilometer von Vittel entfernt, bis sie nach Vittel zurückbeordert wurde, um die Demobilisierung des Basislazaretts 23 und die Heimreise vorzubereiten. Zeitweise diente sie auch in weiteren medizinischen Zentren in Frankreich und suchte auf Schlachtfelder nach Verwundeten. Am 13. März verließ sie Vittel mit anderen Mitarbeitern der Einheit B und des Basiskrankenhauses 23 in Richtung USA. Am 8. April 1919 ging sie an Bord der Kaiserin Auguste Viktoria, verließ Brest (Finistère) und landete am 17. April 1919 in Hoboken (New Jersey).

## Wahlrecht
Der Military Voters Act (1917) gewährte Krankenschwestern während des Krieges das Wahlrecht. Indigene Frauen durften jedoch erst ab 1960 auf Bundesebene wählen. Der Military Voters Act von 1917 gewährte aktiven Soldaten Kanadas oder eines verbündeten Militärs, darunter auch Frauen und Menschen mit indianischem Status, das Wahlrecht bei den Bundeswahlen 1917. Als Krankenschwester während des Krieges war Monture eine der ersten Frauen und die erste indigene Frau, die bei einer Bundeswahl wählen durfte.

## Nachkriegszeit
Monture kehrte nach dem Ersten Weltkrieg in das Reservat zurück und heiratete Claybran Monture, mit dem sie fünf Kinder bekam.
Sie setzte sich weiterhin für eine bessere Gesundheitsversorgung der indigenen Bevölkerung ein und wurde 1939 zur Ehrenpräsidentin des Roten Kreuzes von Ohsweken gewählt. In einem Krankenhaus des Reservats arbeitete sie bis zu ihrem 65. Geburtstag 1955 nebenberuflich als Krankenschwester und Hebamme.
Monture starb 1996 im Reservat der Six Nations eine Woche vor ihrem 106. Geburtstag und ist auf dem anglikanischen Friedhof St. John’s im Reservat begraben.

## Ehrungen (Auswahl)
- Eine Straße (Edith Monture Avenue) und ein Park (Edith Monture Park) in Brantford sind nach ihr benannt.
- 2022 wurde in Brantford die Ryerson Heights Elementary School in Edith Monture Elementary School umbenannt.